# Camille Corot
Jean-Baptiste Camille Corot (16. července 1796 – 22. února 1875) byl francouzský malíř, krajinář.

## Biografie
Camille Corot se narodil v Paříži roku 1796, v nyní již zbouraném domě, na nábřeží poblíž rue du Bac. Jeho rodina patřila k buržoazii a tak na rozdíl od svých uměleckých kolegů, nikdy neměl nouzi o peníze. Poté, co získal vzdělání v Rouenu byl dán do učení k obchodníku se suknem. Nesnášel však komerční způsob života a pohrdal tím, čemu říkal „obchodní triky“. Přesto zde poctivě setrval do svých 26 let, kdy otec svolil k přestupu na uměleckou dráhu. Corot se něco málo naučil od svých učitelů. Navštívil třikráte Itálii, dvě z jeho Římských studií jsou vystaveny v Louvru. Byl řádným přispěvatelem Salonu, a díky tomu byl francouzskou vládou v roce 1846 vyznamenán Řádem čestné legie a v roce 1867 povýšen na důstojníka. Přesto si řada Corotových přátel myslela, že nebyl formálně doceněný. Proto mu v roce 1874, krátce před smrtí, darovali zlatou medaili. Zemřel v Paříži a je pohřben na slavném pařížském hřbitově Père Lachaise.
Řada jeho následovníků si říkala Corotovi žáci. Mezi nejznámější se řadí Eugène Boudin, Raphael Lépine, Antoine Chintreuil, Louis François, Le Roux a DeFaux.
Během několika posledních let života vydělal velké množství peněz na svých obrazech, o které byl velký zájem.
V roce 1871 při obležení Paříže Prusy při prusko-francouzské válce, daroval velkou částku peněz na chudé. Během tehdy probíhajících nepokojů při Pařížské komuně byl v Arrasu s Alfredem Robaultem. V roce 1872 koupil dům v Auvers jako dar pro Honoré Daumiera, který byl slepý, bez prostředků a domova. V roce 1875 daroval 10 000 franků vdově Milletové na podporu jejích dětí. Jeho dobročinnost byla téměř pověstná. Podporoval také provoz dětského centra v rue Vandrezanne v Paříži.
Práce Corota jsou umístěny v muzeích ve Francii i celém světě.

## Corot a umění
Corot byl vedoucí uměleckou osobností barbizonské malířské školy ve Francii v polovině 19. století. Byl ústřední postavou krajinářského malířství. Pro jeho práce je typické současné propojení neoklasicismu a počínajícího plenérového impresionismu. Právě jemu patřilo zvolání Claude Moneta: „Je zde pouze jediný umělec – Corot. My nejsme nic ve srovnání s ním, nic.“ Neméně významný je Corotův příspěvek k figurálnímu malířství: Degas dokonce upřednostňoval Corotovy postavy před krajinami a figurální motivy malované Picassem v klasickém stylu jsou považované za Picassovu poctu Corotovu stylu. Historici volně dělí jeho práci do jednotlivých období, ale hranice nejsou přesně dané, k čemuž také přispíval Corotův zvyk dokončit obraz někdy až léta poté, co ho začal malovat.
V časném období maloval tradičním stylem a akademicky – s detailní přesností, jasnými obrysy a kompozicí. Poté, co dosáhl 50 let se jeho rukopis změnil – větším výběrem odstínů a vyzařuje více poetiky. O 20 let později (přibližně od r. 1865) jeho styl přechází zcela k mysterii a poezii. Tyto známky vývoje jeho projevu jsou zřetelné v přechodu od tradičního plenérového malování v mládí, přes teplé přírodní odstíny, k ateliérové malbě krajin zahalených do uniformních tónů stříbrné barvy v pozdějším věku. Ve svých posledních 10 letech se v pařížských uměleckých kruzích stává „Père (otec) Corot“, – je zde srdečně vítán a obecně uznán za jednoho z pěti světově největších krajinářů všech dob – na úrovni takových jako Hobbema, Claude Lorrain, Turner a Constable.
Corotův přístup ke krajinomalbě je daleko tradičnější než by se mohlo zdát. Porovnáme-li dokonce jeho malbu stromů v pozdějším období s některými kompozicemi Clauda Lorraina, např. takovou jaká vystavena v Bridgewaterské galerii, pak podobnost techniky je nápadná.
Kromě krajin, kterých Corot namaloval několik stovek (nejoblíbenější byly ty, které maloval v pozdějším období), Corot vytvořil řadu velmi ceněných figurálních obrazů. Většina, stroze kreslených, obrazů vznikla v ateliéru se záměrem ponechat si je ve svém soukromém vlastnictví, spíše než je prodat. Přesto má mnoho z nich skvělou komposici, avšak barvy jsou v každém případě pozoruhodné pro svoji sílu a čistotu. Corot vydal také četné rytiny a kresby tužkou.

## Vybrané práce
Následující práce patří mezi nejznámější:
- Une Matinée (1850), nyní v Louvru
- Macbeth (1859), v Wallace Collection
- Le Lac (1861)
- L'Arbre brisé (1865)
- Pastorale — Souvenir d'Italie (1873), v Glasgow Corporation Art Gallery
- Biblis (1875)
- Souvenir de Mortefontaine (1864) nyní v Louvru

## Fotogalerie

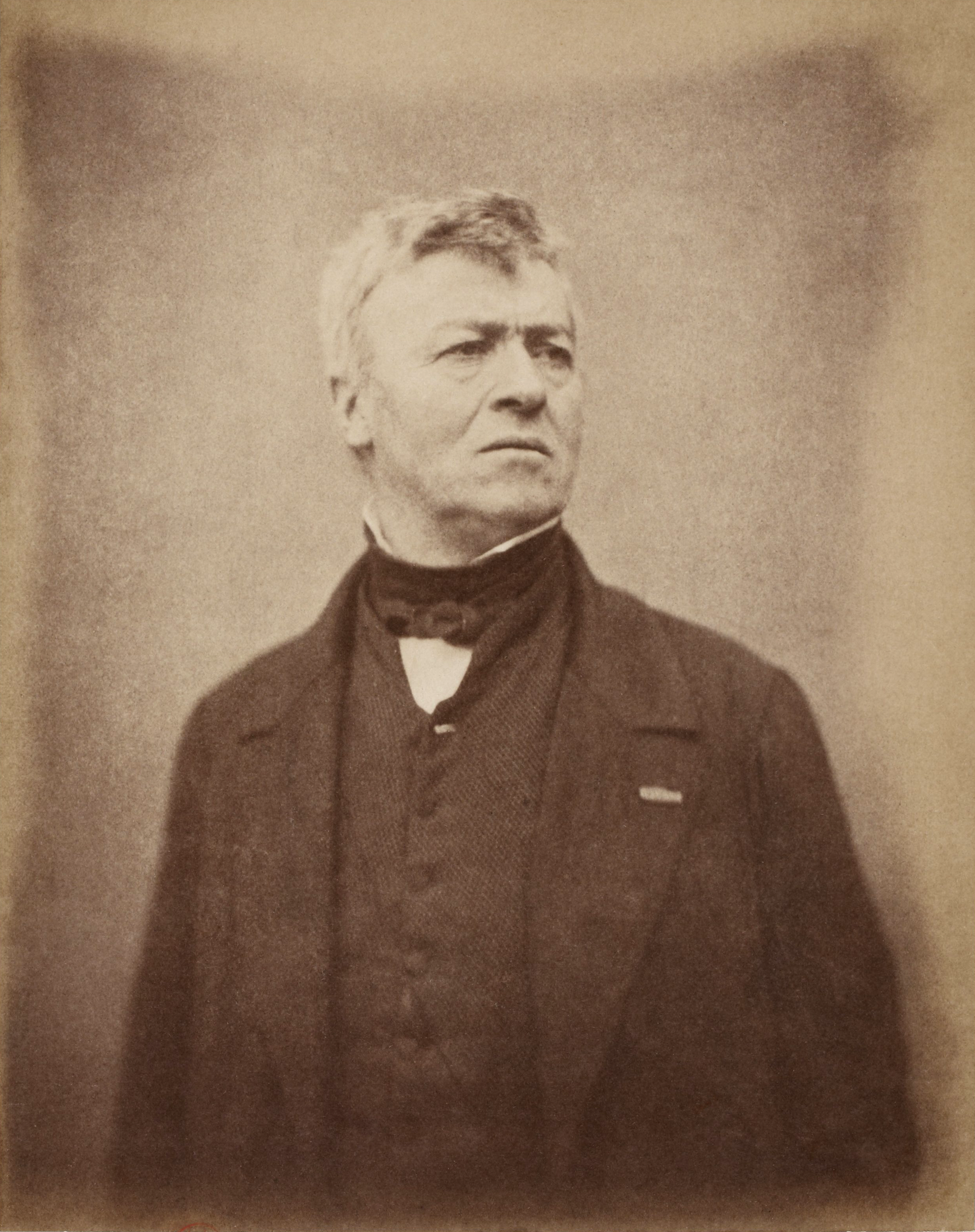
Jean-Baptiste-Camille Corot (1850)
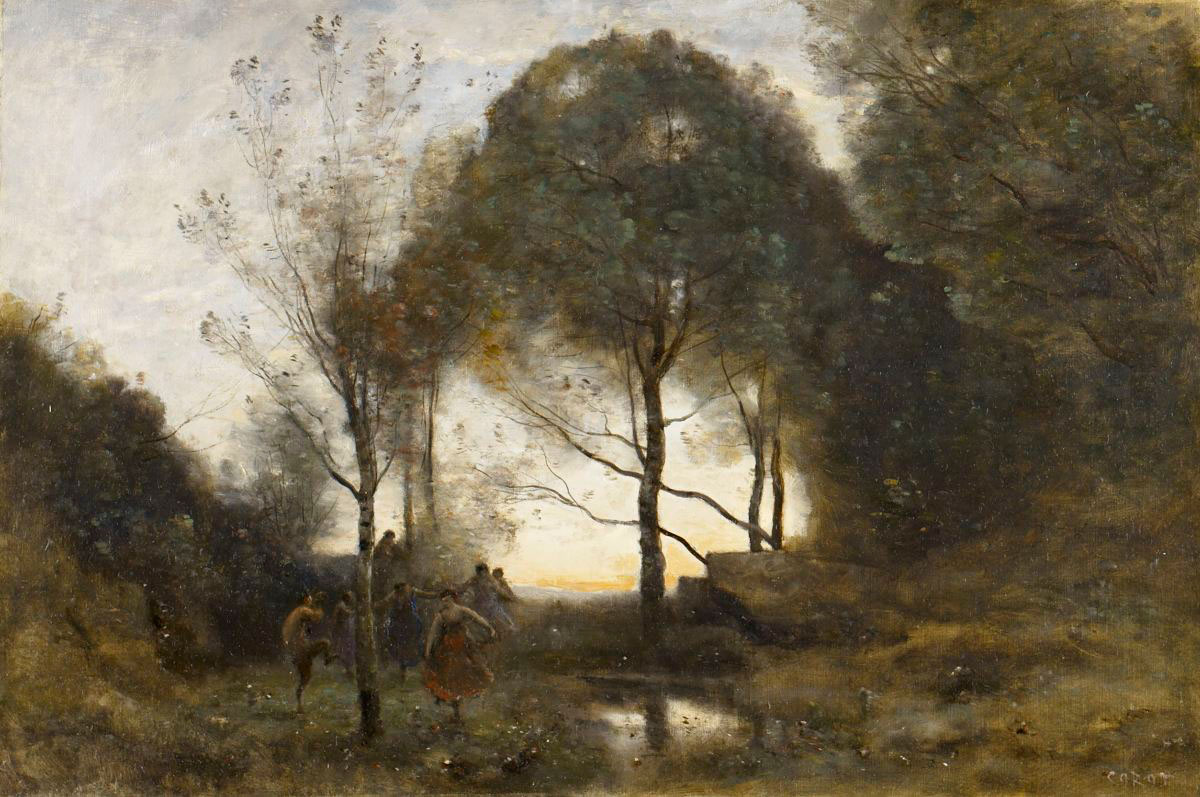
Nymphes et Faunes
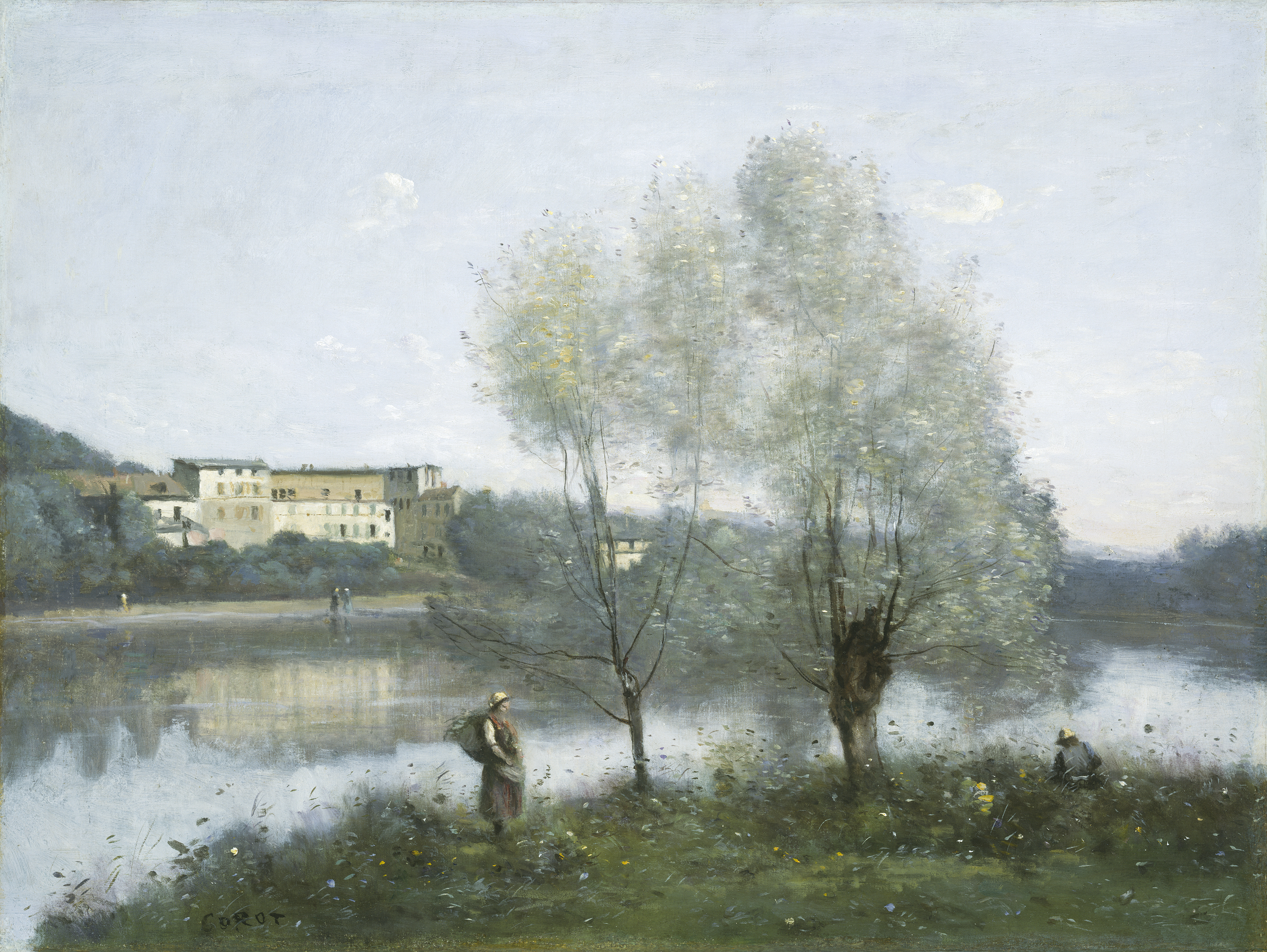
Ville d’Avray
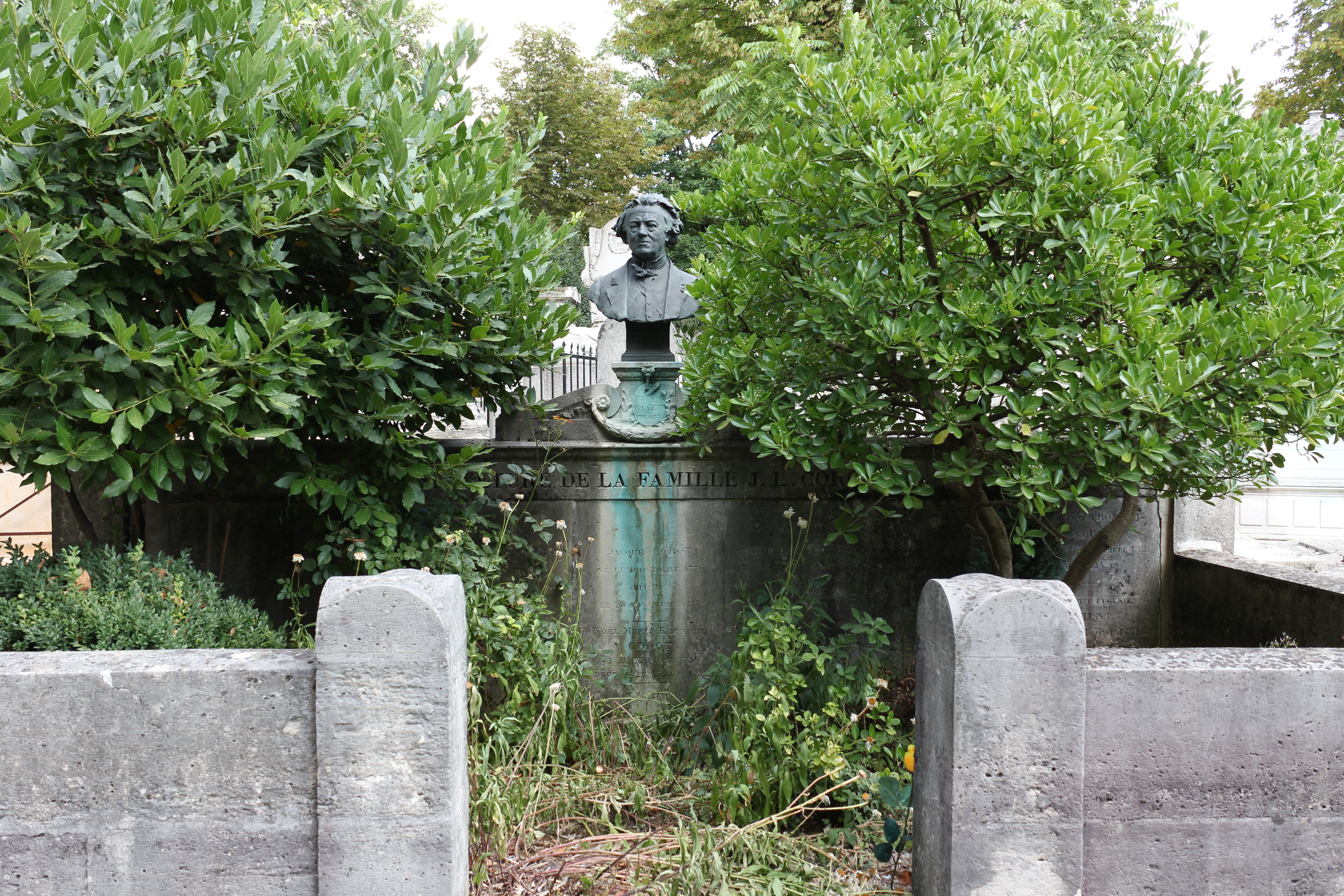
Jeho hrob na pařížském hřbitově Père-Lachaise.